# Ctenothea ornata
Ctenothea ornata là một loài bướm đêm trong họ Geometridae.